# Nejlikmalmätare
Nejlikmalmätare (Eupithecia fennoscandica) är en fjärilsart som beskrevs av Knaben 1949. Nejlikmalmätare ingår i släktet Eupithecia och familjen mätare. Enligt den finländska rödlistan är arten starkt hotad i Finland. Enligt den svenska rödlistan är arten sårbar i Sverige. Arten förekommer i Övre Norrland. Artens livsmiljö är fjällklippor, block- och stenmarker. Inga underarter finns listade i Catalogue of Life.